# 慈母の慈悲
『慈母の慈悲』は、HBOで放送されたファンタジー・ドラマ・シリーズである『ゲーム・オブ・スローンズ』の第5章『竜との舞踏』の第10話である。デイヴィッド・ベニオフと D・B・ワイスによって、原作『乱鴉の饗宴』、『竜との舞踏』に基づいて脚本が書かれ、デヴィッド・ナッターが監督した。タイトルの『慈母』とは七神正教の神性の一つである。
スタニスは軍を殲滅され、ブライエニーに殺される。サンサとシオンはウィンターフェルの城壁から飛び降りる。サーセイは息子のもとに帰るために一部の罪を認め、贖罪のため裸で街中を歩かされる。ミアセラは毒殺される。アリアはマーリン・トラントを殺して師匠の仇をとる。デナーリスは荒野でドスラク人の集団に囲まれる。ジョンは仲間に背かれて暗殺される。

## あらすじ

### 北部にて
スタニス(スティーヴン・ディレイン)のキャンプの天候は劇的に改善し、ウィンターフェルへの道が開ける。メリサンドル(カリス・ファン・ハウテン)は、シリーンの犠牲に答えて〈紅き神〉が約束を守ったのだと主張する。だが、軍の半分をなす傭兵の全員が去り、セリース(タラ・フィッツジェラルド)は首を吊り、メリサンドルは〈黒の城〉へと逃げる。逆境にもめげず、スタニスは残りの軍にウィンターフェルへの進軍を命じる。攻城戦の準備をしようとした時、数で圧倒するボルトン軍の騎兵隊が突然現れる。スタニスは剣を抜き、軍勢を率いて戦いに赴く。短く激しい戦闘の末、ボルトン勢が勝利をおさめる。重傷を負ったスタニスの前にブライエニー(グェンドリン・クリスティー)が現れ、レンリーの仇をとると宣言する。スタニスは運命を受け入れ、「義務を果たせ」とブライエニーに言う。ブライエニーは剣を持ちあげ、振り下ろす。
一方、ウィンターフェル城内では、サンサ(ソフィー・ターナー)が部屋を抜け出し、廃墟の塔に蝋燭を燃やして助けを求める。近くの森でキャンプしながら塔を見張っていたブライエニーとポドリック(ダニエル・ポートマン)は、スタニス軍の接近に心を奪われて蝋燭に気付かない。部屋に戻ったサンサを、ミランダ(シャーロット・ホープ)が手足を切り落とすと脅す。シオン(アルフィー・アレン)はついに気力を奮い起して、城の通路からミランダを投げ落として殺す。勝ち誇るボルトン軍がウィンターフェルに戻る中、シオンとサンサは手を握り合い、城壁から外へと飛び降りる。

### キングズランディングにて
サーセイ (レナ・ヘディ)は従弟のランセルと寝た罪を雀聖下(ジョナサン・プライス)に告白するが、他の罪は否定する。雀聖下は"慈母の慈悲"によりサーセイを〈赤の王城〉に戻すことにするが、自白していない他の罪の裁判には戻ることを約束し、"恥辱の道"を歩まねばならないと言う。サーセイは裸にされ、髪を刈られ、ベイラー大聖堂から〈赤の王城〉までの道を裸で歩く事を強いられる。サーセイが歩くにつれて、怒った民衆から罵られ、嘲られ、ゴミを投げつけられる。サーセイは四つん這いとなってようやく〈赤の王城〉にたどり着く。クァイバーン(アントン・レッサー)はサーセイの体を覆い隠し、再生させたグレガー・クレゲイン(ハフソー・ユリウス・ビョルンソン)である〈王の盾〉の新隊員を紹介する。

### ドーンにて
ドーランや〈砂蛇〉らが見送る中、ジェイミー(ニコライ・コスター＝ワルドー)、ミアセラ(ネル・タイガー・フリー)、ブロン(ジェローム・フリン)、トリスタン(トビー・セバスチャン)はキングズランディングへと発つ。船中で、ミアセラはジェイミーが実の父であることを知っており、嬉しく思うと言う。しかし、ミアセラは急に鼻血を出して倒れ、エラリア(インディラ・ヴァルマ)がキスで毒を盛ったことがわかる。

### ブレーヴォスにて
アリア(メイジー・ウィリアムズ)は、〈黒と白の館〉にある顔の一つをまとい、マーリン・トラント(イアン・ビーティー)のいる売春宿に侵入する。トラントの目を潰し、胴を何度も刺し、自分の正体を明らかにした後で喉を切り裂く。〈黒と白の館〉に戻ると、ジャクェン・フ=ガー(トム・ヴラシア)と〈浮浪児〉(フェイ・マーセイ)が待っている。ジャクェンは取るべきでない命を取ったとアリアを叱り、〈数多の顔を持つ神〉を鎮めるために、一つの命が償わなければならないという。ジャクェンは瓶から液体を飲んで倒れ、アリアを驚かせる。だが、〈浮浪児〉は顔を変えてジャクェンとなり、"ジャクェン"なるものは存在したことがなく、アリアはずっと"誰でもない者"と話をしていたのだと言う。ジャクェンは、まだ"誰でもない者"となっていないアリアが別の顔をつけるのは毒のようなものだと言い、アリアは突然盲目となる。

### 〈狭い海の向こう側〉にて
デナーリス(エミリア・クラーク)がドロゴンに乗って飛び去ったまま行方不明となり、デナーリスに従う者たちは何をすべきか困惑する。ダーリオ(マイケル・ユイスマン)とジョラー(イアン・グレン)はミーリーンを離れてデナーリスを探しに行くと決めるが、ティリオン(ピーター・ディンクレイジ)は女王の不在の間、ミッサンデイ(ナタリー・エマニュエル)と病み上がりのグレイ・ワーム(ジェイコブ・アンダーソン)の助けを得て街を統治すると決める。ジョラーとダーリオが去るのを見送るティリオンの前に、ヴァリス(コンリース・ヒル)が突然現れ、ミーリーンの現状をキングズランディングと比較して助言を与え、ティリオンを喜ばせる。
一方、ミーリーンの北の荒野に、ドロゴンがデナーリスを連れて来る。デナーリスはドロゴンに命じてミーリーンに戻ろうとするが、傷つき疲れたドロゴンは無視して眠る。デナーリスは食べ物を探して彷徨い、ドスラク人の軍勢に出会う。デナーリスは指輪を地面に落とし、軍勢はデナーリスを取り囲む。

### 〈壁〉にて
ジョン・スノウ(キット・ハリントン)は、メイスターになることを希望するサム(ジョン・ブラッドリー)を、ジリ(ハンナ・マリー)と赤子と共にオールドタウンに送り出す。ダヴォス・シーワース(リアム・カニンガム)が食料と〈野人〉の援軍を求めて〈黒の城〉に到着する。だがジョンは、〈野人〉は決してスタニスのためには戦わないといって断る。そこにメリサンドル(カリス・ファン・ハウテン)が着き、その様子を見たジョンとダヴォスはスタニスが敗れ、シリーンが死んだことを悟る。後に、オリー(ブレノック・オコーナー)が、ジョンの叔父のベンジェンを見かけた〈野人〉がいると言い、ジョンを連れ出す。〈黒の城〉の外に連れ出されたジョンは、アリザー・ソーン(オーウェン・ティール)とバウエン・マーシュ(マイケル・コンドロン)と、何人かのブラザーを見かけ、柱に"裏切り者"と書かれているのに気付く。ジョンが罠にかかったことを悟った時、アリザー、バウエン、オリー、そして他のブラザー達がかわるがわる「守人のために」と言いながらジョンを刺す。ジョンは地面に倒れる。ブラザー達は立ち去り、ジョンは雪の中で一人死ぬ。

## 制作

### 恥辱の道
サーセイが裸でキングズランディングを歩かされるシーンは、クロアチアのドゥブロヴニクで撮影された。レナ・ヘディの顔と、Rebecca Van Cleaveの体が別々に撮影されて、後に合成された。当初、公共の場所で裸のシーンを撮影することに問題が生じたが、神聖な場所ではヌード撮影をしないことで折り合った。

### ジョン・スノウの運命
原作第五部『竜との舞踏』では、ジョン・スノウはブラザー達に刺されながらも生死は不明に終わっている。だが、プロデューサーたちは、映像メディアではそのような曖昧なシーンは不適であると考え、明確にジョンの死を描くことにした。だがジョンがシーズン6で甦るかどうかについては明言されていない。

### その他の登場人物の運命
サンサとシオンが高い城壁から雪の上に飛び降りるところでシーズン5は終わっているが、二人はシーズン6でも生存していると、制作陣は発言している。二人ともウィンターフェル育ちであり、雪の深さは熟知しているはずである。
一方、ブライエニーに斬首されそうになったスタニスと、毒を盛られて倒れたミアセラは、どちらも死んでいると制作陣は発言している。

## 評判

### 視聴者数
『慈母の慈悲』の初回放送は810万人に視聴され、それまでのすべての回を上回った 。1週間以内の録画視聴を加えると1043万人に視聴され、18-49歳では5.4%の視聴率となり、ともにシリーズの最高記録となった。

### 賞
第67回プライムタイム・エミー賞で、本エピソードはメイクアップ賞シングルカメラ・シリーズ部門、監督賞ドラマシリーズ部門および脚本賞ドラマシリーズ部門を受賞した。またレナ・ヘディは助演女優賞ドラマシリーズ部門にノミネートされたため、本エピソードを提出した。

## 参照
1. ↑  Kondolojy, Amanda (2015年6月16日). “Sunday Cable Ratings: 'Game of Thrones' Tops Night + 'Silicon Valley', NASCAR, 'Botched' & More”. TV by the Numbers. 2015年6月16日閲覧。
2. ↑  Koblin, John (2015年6月16日). “‘Game of Thrones’ Finale Sets a Record”. New York Times. 2015年6月16日閲覧。
3. ↑  Kondolojy, Amanda (2015年6月29日). “'Game of Thrones' Leads Adults 18-49 & Viewership Gains, 'Orphan Black' Tops Percentage Increases in Live +7 Cable Ratings for Week Ending June 14”. TV by the Numbers. 2015年6月29日閲覧。